# Saint-Martin-de-Nigelles
Saint-Martin-de-Nigelles település Franciaországban, Eure-et-Loir megyében. Lakosainak száma 1581 fő (2022. január 1.). Saint-Martin-de-Nigelles Villiers-le-Morhier községgel határos.

## Népesség
A település népessége az elmúlt években az alábbi módon változott:
| Lakosok száma | 363  | 944  | 1029 | 1513 | 1581 | 1568 | 1560 | 1569 | 1561 | 1581 |
|               | 1968 | 1982 | 1990 | 2006 | 2013 | 2015 | 2017 | 2019 | 2020 | 2022 |